# Alexandru Frim
Alexandru „Dudu” Frim (n. 9 martie 1908, Râmnicu Sărat, Râmnicu-Sărat, România – d. 2 decembrie 1985) a fost un aviator și bober român, care a concurat în cadrul competițiilor de bob din anii '30 ai secolului al XX-lea.

## Biografie
A fost fiul lui Constantin Frim, un ofițer născut la Botoșani, și a Alexandrinei Frim, o rudă de-a domnitorului Alexandru Ioan Cuza. Și-a petrecut copilăria la Bacău, unde a mers la școală. În vacanța de vară între clasele a V-a și a VI-a de liceu, a obținut o diplomă de mecanic. În anul 1924 a trecut examenul pentru carnetul de șofer profesionist.
A studiat începând din anul 1927 la Politehnica din București. A efectuat serviciul militar din 1929 în cadrul Aviației, zburând cu un avion ARR 1930. A obținut brevetul de pilot în 1931 și a devenit pilot de încercare șef la uzinele IAR Brașov, făcând zboruri de încercare pe avioanele IAR 37, 38, 39, 80, 81, 47 și pe bimotoarele fabricate sub licență italiană Savoia Marchetti YRS 79B. Frim a câștigat Marele Premiu al Aviației Sportive și Cupa Aeroclubului Brașov în anul 1939.
Împreună cu frânarul Vasile Dumitrescu, pilotul Alexandru Frim a câștigat medalia de aur la Campionatul Mondial de la Engelberg (Elveția) în anul 1934. Pentru rezultatele obținute, celor doi li s-a decernat „Premiul național pentru sport”. Frim a terminat, de asemenea, pe locul 15 la Jocurile Olimpice de la Garmisch-Partenkirchen (1936).
Alexandru Frim a luptat ca inginer aviator în cel de-Al Doilea Război Mondial și a fost decorat cu Ordinul Virtutea Aeronautică cu spade, clasa Crucea de Aur (20 octombrie 1944) „pentru merite deosebite de război”. A murit la 2 decembrie 1985.

## Decorații
- Ordinul „Virtutea Aeronautică” de Război cu spade, clasa Crucea de Aur (20 octombrie 1944)[2]